# Nemotelus rufiventris
Nemotelus rufiventris är en tvåvingeart som beskrevs av Josef Aloizievitsch Portschinsky 1887. Nemotelus rufiventris ingår i släktet Nemotelus och familjen vapenflugor.
Artens utbredningsområde är Armenien. Inga underarter finns listade i Catalogue of Life.